# 김부유
김부유(金釜猷, 1963년 1월 29일, 충청남도 연기군 ~ )은 대한민국의 제1대 세종특별자치시의원이었으며, 제6대 충청남도 연기군의원이었다.

## 학력
- 쌍류국민학교 졸업
- 연서중학교 졸업
- 조치원고등학교 졸업
- 공주대학교 행정대학원 행정학 석사 졸업

## 경력
- 해병대 청룡부대 전역
- 전국공무원노동조합 충남지역 본부장
- 연기민주단체협의회 상임대표
- 조치원교동초등학교 운영위원장
- 조치원여자중학교 운영위원장
- 쌍류초등학교 운영위원장
- 제4대 세종시학교 운영위원장 연합회장
- 2008 충청남도 연기군의회 후보
- 2010.07 ~ 2012.06 제6대 충청남도 연기군의회 의원
- 2010.07 ~ 2012.06 제6대 연기군의회 전반기 행정복지위원회 위원장
- 2012.07 ~ 2014.06 제1대 세종특별자치시의회 의원
- 2016.03 ~ 2016.08 더불어민주당 세종시당 사무처장
- 2018.03.12 ~ 2019.03.11 바른미래당 세종시당 사무처장
- (사)연기군 민권위원회 위원장
- (사)숲사랑산림보호협회장
- 바르게살기운동 세종시협의회 감사
- 대한적십자사 대전세종 대의원
- 사단법인 한국인터넷기자클럽 회장
- 세종인뉴스 초대 발행인
- 세종특별자치시사회복지사협회 평생회원1호
- 대한민국 해병대 총 연합회장
- 세종시으뜸초등학교 전 운영위원장
- 세종시 해병대전우회 수석부회장
- 세종시 제4대 학교운영위원장연합회장
- 행정중심복합도시건설청주민참여단도시건축위원장
- 현재)세종특별자치시 사회복지협의회장(2019.4.26~ )
- 현재)세종특별자치시 사회공헌센터장(2019. 8.1~ 현재)
- 현재)세종특별자치시 나루초등학교 운영위원장(2023.4~2024.3)
- 현재)세종시 아동보호기관 영명보육원운영위원장(2020.11~2025.11.30)
- 현재)세종시 자립지원전담기관 운영위원장(2022.10.1~2024.12.31)
- 현재)세종특별자치시청 공무원(2021.5.14. 공무원노조 해직자 복직 특별법에 따라 복직)
- 현재)세종특별자치시 사회복지사협회장 당선(2022.12.7) 2023년 3월 1일 임기 시작
- 현재)세종특별자치시 사회복지사등의처우개선위원회 위원장(2023.4.24~2025.4.23)

## 역대 선거 결과
|  | 3.35% |

|  | 24.03% |

|  | 32.16% |

|  | 12.60% |